# Charlie and Lola
Charlie e Lola é uma série de televisão animada britânica. Embora a série tenha sido lançada para crianças de 3 a 7 anos, o desenho conseguiu conquistar também adultos, devido as histórias bem-humoradas e relacionáveis.
Lola foi baseada em uma garotinha que Lauren Child encontrou em um trem na Dinamarca. Tanto nos livros quanto na série, não são mostrados os pais de Charlie e Lola nem os pais de seus amigos. No Brasil, a série foi transmitida pelo Discovery Kids até fevereiro de 2018 e não é exibida desde 2016 pela TV Cultura. Em Portugal, foi transmitida pela RTP2, pelo Disney Channel no bloco Disney Junior e depois pelo Disney Junior: O Canal. A série ensina relações sociais, estimula a solução de problemas e desenvolve a imaginação.

## Enredo
O enredo da história gira em torno de Lola, uma garotinha de quatro anos bastante energética e imaginativa. Além de Charlie, seu irmão mais velho de sete anos que é bastante paciente e usa o amor e a imaginação para ensinar coisas novas para a sua irmãzinha. Charlie tem um melhor amigo que se chama Marv. Eles gostam de brincar de foguete, corrida e assistir filmes de alienígenas. Já Lola, tem uma melhor amiga chamada Lotta, que concorda com quase tudo que Lola fala. Além de Lotta, Lola tem um amigo imaginário chamado Soren Lorensen, que só ela pode ver.

## Personagens
| Quem são e suas características |
| --- |
| Charlie Sonner: Charlie tem sete anos. Ele gosta de futebol, dinossauros, foguetes e ciências. Sempre utiliza a imaginação, a criatividade, paciência e o amor para cuidar de sua irmã mais nova, Lola. Todas as suas camisetas tem o seu nome escrito nelas. |
| Lola Sonner: É uma garotinha de quatro anos, é pequena e muito engraçada. Adora o Super Gato, seu herói favorito. É uma criança muito criativa, como o irmão, e gosta de brincar usando a imaginação como desenhar, colorir e brincar que é dona de lojas. Ela também gosta de sereias e borboletas! Ela não gosta de tomates, nem de números maiores que dez. Sua bebida favorita é leite cor-de-rosa, uma espécie de leite com groselha. |
| Soren Lorensen: É o amigo imaginário da Lola, seu mais fiel confidente. Somente ela pode se comunicar com ele. Quando alguém se encontra com Lola, Soren se transforma em um amigo invísivel e transparente. Juntos falam sobre qualquer tipo de assunto abertamente, e tentam entender o mundo. |
| Marv Lowe: É o melhor amigo de Charlie. Eles têm a mesma idade, são vizinhos e frequentam a mesma escola. Ele adora jogar futebol e passear com Charlie no parque. Marv tem um Dachshund que se chama Sizzles, além de um irmão caçula chamado Morton e um irmão mais velho chamado Marty. |
| Lotta: É a melhor amiga de Lola. Mora na rua de baixo, em uma casa pequena. Ela tem a mesma idade de Lola. Ela conheceu a Lola no primeiro dia de aula, e desde então ambas mantêm uma excelente amizade. Elas se imitam constantemente, e sempre acreditam que estão sussurando quando na verdade estão falando em voz alta. Lotta se deixa influenciar por Lola e normalmente aceita todas as sugestões.                                 |

### Secundários
Evie - Uma rival de Lola, e que tentou ser melhor amiga de Lotta, causando ciúmes em Lola.
Arnold Lobo - Aparece nos episódios, Eu Espio com Meus Olhinhos e Estou extremamente absolutamente fervendo, sendo o novo vizinho de Lola.
Jamie - Um menino negro que aparece na 2° temporada (Eu Realmente Sei Tudo, Tudinho sobre o Porquinho-da-índia), e que sabe tudo sobre Porquinhos da India.
Robert - Aparece no episódio "Prometemos solenemente que vamos cuidar mesmo do seu cachorro", sendo dono do suposto Sizzles que é idêntico ao verdadeiro Sizzles.
Mikahyla - Aparece no episódio "Cuidando do planeta", quando é ouvido ela dizendo a Lotta "não conseguimos", quando Lola não consegue ganhar a árvore que queria.
Morton - O irmão de Marv (o mais novo), no início, tímido, mas depois passa a ser amigo de Lola. Nos episódios finais ele é chamado de Morten.
Marty - Outro irmão de Marv (o mais velho), mas que detesta arrumar o quarto, e Morton pega o lixo do quarto, sem Marty perceber, pois estava viajando, mas no final Marty fica furioso pois o quarto não estava mais sujo como Marty gosta.
Katsuki - Uma garota japonesa que tem os mesmos clipes de cabelo que Lola, um cardigan e uma saia com dois cachos longos.
Sizzles - O Cachorro salsicha (Daschund) do Marv.
Hattles - O Cachorro idêntico ao Sizzles porém com um tom de pelo mais escuro, que Lola e Lotta acharam ter perdido.
Uma curiosidade sobre o programa é que os pais de Charlie e Lola nunca aparecem, assim como os outros parentes de ambos, acreditando-se que nenhum adulto tenha aparecido na série, apenas as crianças.

## Livros
O primeiro livro de Charlie e Lola, foi lançado em 2001 com o nome de I Will Never Not Ever Eat A Tomato (em português: Eu Nunca Vou Comer Um Tomate). Esse livro ganhou o prêmio Kate Greenaway Medal, premiação destinada à livros infantis. Charlie e Lola também foi lançado como revista para colorir no Reino Unido.
- Esses livros foram lançados originalmente por Lauren Child

| Nome Original                            | Nome em português                  |
| ---------------------------------------- | ---------------------------------- |
| I Will Never Not Ever Eat A Tomato       | Eu Nunca Vou Comer Um Tomate       |
| I Am Not Sleepy and I Will Not Go to Bed | Eu Não Quero Dormir Agora          |
| I Am Too Absolutely Small for School     | Eu Sou Muito Pequena Para a Escola |
| Slightly Invisible                       | Levemente Invisível                |

- Esses livros foram baseados nos episódios da série.

| Nome Original                                     | Nome em português                                    |
| ------------------------------------------------- | ---------------------------------------------------- |
| I've Won, No I've Won, No I've Won                | Eu Ganhei, Não Eu Ganhei, Eu Ganhei                  |
| Snow Is My Favourite and My Best                  | Eu Adoro a Neve e ela é Sensacional                  |
| But Excuse Me That Is My Book                     | Mas Esse Livro é Meu                                 |
| We Honestly Can Look After Your Dog               | Honestamente, Nos Podemos Cuidar do Seu Cão          |
| My Wobbly Tooth Must Not Ever Never Fall Out      | Meu Dente Não Vai Cair Nunca Nunquinha               |
| Say Cheese!                                       | Diga 'Xis'                                           |
| I'm Really Ever So Not Well                       | Eu Realmente Não Estou Nadica de Nada Bem            |
| Whoops! But It Wasn't Me!                         | Não Fui Eu                                           |
| This Is Actually My Party                         | Essa Festa é Minha                                   |
| I Can Do Anything That's Everything All on My Own | Eu Sei Fazer Tudo Tudo Sozinha                       |
| You Can Be My Friend                              | Você Pode Ser Meu Amigo                              |
| But I Do Know All About Chocolate                 | Mas Eu Sei Tudo Sobre Chocolate                      |
| My School Play Sticker Book                       | Só Existe Um Sol e é Claro Que Sou Eu                |
| My Haircut Sticker Book                           | Eu Gosto do Meu Cabelo Exatamente Do Jeito Que Ele é |
| My Very Busy Sticker Book                         | Estou Mais Que Ocupadíssima                          |
| My Picnic Sticker Book                            | O Piquenique Mais Incrível do Mundo                  |

## Série de televisão
Os livros de Charlie e Lola foram adaptados pela Tiger Aspect em desenho, usando um estilo colagem de animação, que captura com precisão o estilo dos livros originais. O desenho foi produzido em 2D e também foi usado no processo de animação recorte de papel, design de tecidos, texturas reais e fotomontagens e depois animado com um software chamado CelAction. A dublagem do desenho animado foi feito por crianças, tanto na sua versão original tanto no Brasil. A série venceu o prêmio BAFTA Awards, como melhor programa infantil.
A primeira temporada da série contém 26 episódios (11 minutos cada) e foi ao ar pela primeira vez em 21 de março de 2005 pela Playhouse Disney nos Estados Unidos. A segunda temporada da série (também com 26 episódios) começou a ser exibida no dia 16 de fevereiro de 2006 pelo canal Playhouse Disney. Na série de televisão, Charlie tem sete anos e Lola tem quatro. Lola também já vai para a escola (sua professora se chama Sra. Hansen). Nos episódios "Isto é Segredo" e "Esta é Minha Festa" da primeira e segunda temporada, Charlie faz aniversário, embora isso não parece afetar sua idade em outros episódios. A terceira temporada foi transmitida nos Estados Unidos entre 17 de novembro de 2007 e 27 de dezembro de 2008. Esta temporada só chegou a ser exibida no Brasil em 2012 na TV Cultura tendo novos dubladores. A série teve um total de 80 episódios, tendo dois episódios especiais que são: "Quantos minutos ainda faltam para o natal chegar?" e "Nada mais é como era antes" ambos da segunda temporada da série.

### Prêmios
A série ganhou diversos prêmios e indicações, foram eles:
- Cartoons On The Bay 2006
  - Ganhou o prêmio de Melhor programa infantil[2][3]
  - Ganhou o prêmio de Melhor programa[2][3]
  - Ganhou o prêmio de melhor série do canal de televisão, Rai YoYo[3]
- BAFTA Children's Awards 2006
  - Indicado melhor programa pré-escolar[4]
- Bradford Animation Festival 2006
  - Ganhou o prêmio de melhor série de televisão para crianças e adultos[5]
- Royal Television Society Educational Programme Awards 2006
  - Indicado como melhor programa infantil (com o episódio "Bem-Vindos à Lolalândia")[6]
- BAFTA Children's Awards 2007
  - Ganhou o prêmio de Melhor programa pré-escolar[7]
  - Ganhou o prêmio de Melhor Escritor (Bridget Hurst)[7]
  - Indicado com Melhor Escritora (Anna Starkey)[7]
  - Indicado como Melhor Animação (com o especial de natal)[7]
- Royal Television Society Craft and Design Awards 2006-2007
  - Ganhou o prêmio de Melhor Canção Original[8]
- Annecy Animation Festival 2007
  - Ganhou o prêmio de Melhor Especial para série de TV (com o episódio "É especial e extremamente antigo")[9]
- Broadcast Awards 2007
  - Ganhou o prêmio de Melhor Programa para Crianças[10]
- 34th Annual Annie Awards (2007)
  - Indicado como Melhor Produção de TV para animação[11]
- BAFTA Children's Awards 2008
  - Ganhou o prêmio de Melhor Animação[12]
  - Ganhou o prêmio de Melhor Programa Pré-escolar[12]
  - Indicado com Melhor Escritor (Dave Ingham)[12]

### Dublagem/Dobragem
| Personagem     | Dublagem/Dobragem Original                                                                     | Dobragem Portuguesa                 | Dublagem Brasileira                                                                          |
| -------------- | ---------------------------------------------------------------------------------------------- | ----------------------------------- | -------------------------------------------------------------------------------------------- |
| Charlie        | Jethro Lundie-Brown(1ª Temporada), Daniel Mayers (2ª temporada), Oriel Agranoff (3ª temporada) | ...                                 | Daniel Figueira (1ª temporada), Matheus Ferreira (2ª temporada), Lipe Volpato (3ª temporada) |
| Lola           | Maisie Cowell(1ª Temporada), Clementine Cowell (2ª temporada), Holly Callaway (3ª temporada)   | ...                                 | Bianca Alencar(1ª e 2ª temporada), Giulia de Brito (3ª temporada)                            |
| Lotta          | Morgan Gayle                                                                                   | Inês Tinoco                         | Gabriela Milani                                                                              |
| Marv           | Ryan Harris                                                                                    | ...                                 | Paulo Henrique Albuquerque (1ª temporada e 2ª temporada), Fernanda Bock (3ª temporada)       |
| Soren Lorensen | Stanley Street                                                                                 | Afonso Ferreira (1ª e 2ª temporada) | Gabriel Rossati (1ª temporada), Lúcia Helena (2ª e 3ª temporada)                             |

Gabriela Milani (Lotta) foi a única que retomou o seu papel nas 3 temporadas.
- Estúdio: Vox Mundi
- Direção de Dublagem: Orlando Viggiani

## Álbum
Charlie and Lola's Favourite and Best Music Record, foi um álbum lançado com a trilha sonora da série. O disco foi lançado em 19 de março de 2007, sendo destinada tanto para os pais quanto para as crianças. As músicas do disco são baseadas nas canções presentes na primeira e segunda temporada da série. No disco há elementos de lounge, big band jazz, reggae, bluegrass, européia oriental, sci-fi, Latina, clássica e trilha sonora.
| Charlie and Lola's Favourite and Best Music Record |                                                    |         |  |
| N.º                                                | Título                                             | Duração |  |
| 1.                                                 | "Charlie and Lola Theme Tune"                      | 1:09    |  |
| 2.                                                 | "I Really Want To Play Music"                      | 2:57    |  |
| 3.                                                 | "The Bestest In The Barn"                          | 2:46    |  |
| 4.                                                 | "Boo!"                                             | 1:38    |  |
| 5.                                                 | "Sizzles"                                          | 2:48    |  |
| 6.                                                 | "I Will Not Ever Never Eat A Tomato"               | 1:54    |  |
| 7.                                                 | "Milk Monkeys"                                     | 0:53    |  |
| 8.                                                 | "Germs"                                            | 4:12    |  |
| 9.                                                 | "Magic"                                            | 2:25    |  |
| 10.                                                | "Bat Cat"                                          | 1:19    |  |
| 11.                                                | "Lolaland"                                         | 3:04    |  |
| 12.                                                | "Greendrops"                                       | 2:25    |  |
| 13.                                                | "I Am Not Sleepy"                                  | 2:50    |  |
| 14.                                                | "Martian Attack"                                   | 3:09    |  |
| 15.                                                | "All Sleepy"                                       | 1:23    |  |
| 16.                                                | "Can You Maybe Turn The Light On"                  | 1:34    |  |
| 17.                                                | "Charlie and Lola Theme Tune ((Extended Version))" | 2:03    |  |
| Duração total:                                     | Duração total:                                     | 38:29   |  |